# Touchstone Pictures
«Touchstone Pictures», раніше «Touchstone Films» (промовляється [тачстоун пікчерз]) є кінематографічним підрозділом компанії Walt Disney.
Засновано у 1984 році генеральним директором Дісней Роном Міллером.
Продукцією кінокомпанії є фільми для більш старшої аудиторії, ніж ті, що виходять під лейблом Disney («Хто підставив кролика Роджера?», «Жах перед Різдвом»).
Першим релізом студії був фільм «Сплеск», який також став першим бестселером студії. У фільмі було достатньо короткі оголені сцени з Деріл Ганною і ненормативна лексика.
Touchstone Pictures, своєю чергою, має ланку Touchstone Television, яке спеціалізується на телесеріалах («Відчайдушні домогосподарки», «Загублені»).
Компанія названа на честь персонажа з п'єси Шекспіра «Як вам це сподобається».
Walt Disney Studios Motion Pictures уклали довгострокову, угоди розподілу 30 - картинка з DreamWorks Pictures, за допомогою яких виробництво DreamWorks буде випущений через Touchstone Pictures протягом 5 років, починаючи з 2011 року. Операція завершилася у серпні 2016 року, з Universal Pictures, які вигідно відрізняються Дісней, як дистриб'ютора DreamWorks. Наразі невідомо, що буде з Тачстоун, коли ця угода набуде чинності.